# Juan Silva Villegas
Juan Francisco Silva Villegas (Anguía, Chota; 9 de septiembre de 1967) es un docente, empresario y prófugo de la justicia peruano. Fue Ministro de Transportes y Comunicaciones del Perú entre el 29 de julio de 2021 y el 28 de febrero de 2022. Desde el 27 de mayo se encuentra en paradero desconocido y requisitoriado por la justicia peruana por el delito de organización criminal. El 2011 fue acusado por el delito de agresión física contra una de sus exparejas.

## Biografía
Estudió en la Universidad Nacional Federico Villarreal donde obtuvo un bachiller en Educación. Además tiene una especialidad en Gestión Escolar con Liderazgo Pedagógico por la Universidad Peruana Cayetano Heredia. También estudia Administración de Empresas en la Escuela Nacional de Marina Mercante (Enamm).

### Trayectoria
Es presidente de la Asociación Centro Cocial Anguiano (Acesan - Lima ). Se desempeñó como director de la institución educativa José Carlos Mariátegui del distrito de Puente Piedra.

## Vida política

### Ministro de Estado
El 29 de julio de 2021, fue nombrado Ministro de Transportes y Comunicaciones del Perú en el gobierno de Pedro Castillo.
El 28 de febrero de 2022 renunció al cargo de ministro en medio del debate en el congreso sobre su censura por la presunta red de corrupción dentro del Ministerio de Transportes y Comunicaciones.
El 7 de junio de 2022 la Fiscalía dictó una orden para su detención, sin embargo la Policía Nacional no pudo proceder a su captura porque se hallaba no habido desde el 27 de mayo. Dos días después, el 9 de junio, el Ministerio del Interior lo incluyó en el programa de recompensas, ofreciendo 50,000 soles a quien proporcione información sobre su paradero.
Según Cuarto poder, Silva habría fugado a Venezuela bajo el amparo del gobierno de Nicolás Maduro.